# Pieter Steenwyck

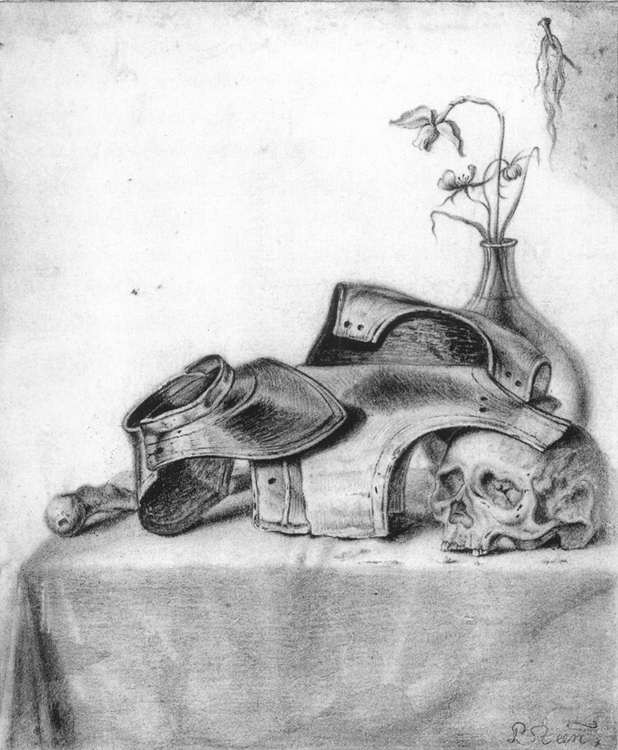
Vanitas Still-Life with Gorget and Cuirass, de cerca de 1640.

Pieter Steenwyck (c. 1615, Delft - c. 1656, Leiden) foi pintor neerlandês de naturezas-mortas da chamada Idade de Ouro Holandesa, quando essa região transformou-se na primeira potência capitalista do ocidente, pois nesta época floresceram o comércio, a ciência e a cultura local, as quais foram as mais aclamadas mundialmente.

## Biografia
Seu pai enviou Pieter, junto com seu irmão Harmen, que também tornou-se pintor, para aprender pintura com David Bailly, em Leiden. Harmen tem obras divulgadas em Leiden, entre 1628 e 1633, quando retorna para Delft, onde mora até 1654, quando fez uma viagem às Índias Orientais Holandesas.

## Obra
Pieter Steenwijck, assim como seu irmão, é bastante conhecido por quadro que retratam o período barroco das artes, como o Vanitas (gravura ao lado) ou o Emblema da morte, do acervo do Museu Nacional do Prado, em Madri (Espanha).